# Nicholas Robinson (Historiker)
Nicholas Kenneth Robinson (* 9. Februar 1946 in Amsterdam) ist ein in den Niederlanden geborener irischer Historiker, Autor, Illustrator, Rechtsanwalt sowie Ehemann der 7. irischen Präsidentin Mary Robinson. Als solcher war er vom 3. Dezember 1990 bis zum 12. September 1997 First Gentleman Irlands.

## Leben und Wirken
Nicholas Kenneth Robinson wurde 1946 in Amsterdam, Niederlande, in eine wohlhabende anglikanische Familie geboren. Er kam als Sohn von Howard und Lucy Robinson zur Welt, dabei war er der dritte von vier Jungen. Sein Vater war ein Buchhalter, der die Dublin City Bank (heute Anglo Irish Bank) gründete und ein bekannter Freimaurer der Grand Lodge of Ireland war. Robinsons Großvater war als Kohleimporteur tätig. Während seines Jurastudiums am Trinity College Dublin begann er eine Beziehung mit seiner zukünftigen Frau Mary Robinson (geb. Bourke), die später Präsidentin von Irland werden sollte. Mit ihr hat er eine Tochter und zwei Söhne sowie sechs Enkelkinder.
Robinson war an der Gründung zahlreicher Einrichtungen beteiligt, darunter das Irische Architekturarchiv (mit Edward McParland), die Birr Scientific and Heritage Foundation, der Irish Landmark Trust und das Irish Centre for European Law am Trinity College.

## Schriften (Auswahl)
- mit Desmond FitzGerald Glin, David J. Griffin: Vanishing Country Houses of Ireland. Dublin 1988, ISBN 978-0948018084
- mit Seán D. O’Reilly: New Lease of Life: The Law Society’s Building at Blackhall Place. Dublin 1990, ISBN 978-0-902027-32-9